# تشو بو
تشو بو (بالصينية: 曲波) ، من مواليد 15 يوليو 1981 في الصين، لاعب كرة قدم صيني.
هو يلعب مع منتخب الصين لكرة القدم.

## روابط خارجية
- تشو بو على موقع الاتحاد الدولي (مؤرشف)  (الإنجليزية)
- تشو بو على موقع قاعدة بيانات كرة القدم.إي يو (الإنجليزية)
- تشو بو على موقع ناشيونال فوتبول تيمز (الإنجليزية)
- تشو بو على موقع Soccerway.com (الإنجليزية)
- تشو بو على موقع كووورة
- تشو بو على موقع اللجنة الأولمبية الصينية (الإنجليزية)